# Delphinium pseudocandelabrum
Delphinium pseudocandelabrum är en ranunkelväxtart som beskrevs av Wen Tsai Wang. Delphinium pseudocandelabrum ingår i släktet storriddarsporrar, och familjen ranunkelväxter. Inga underarter finns listade i Catalogue of Life.